# سینگیتام سرینیواسا رائو
سینگیتام سرینیواسا رائو (انگلیسی: Singeetam Srinivasa Rao؛ زادهٔ ۲۱ سپتامبر ۱۹۳۱) یک کارگردان فیلم، تهیه‌کننده فیلم، آهنگ‌ساز، خواننده، ترانه‌سرا، هنرپیشه و فیلم‌نامه‌نویس مشهور اهل هند است.
او بابت آثارش در تالیوود و سینمای تامیل شهرت دارد و در ژانرهای مختلف سینما به زبان‌های هندی، مالایالم، کانارا فیلم ساخته‌است و به‌همین سبب او را کارگردانی همه‌فن‌حریف و چندکاره می‌دانند. یکی دیگر از دلایل شهرت او متحول کردنِ سینمای جنوب هند با فیلم‌های تجربی است.
از فیلم‌ها یا مجموعه‌های تلویزیونی که وی در آن‌ها نقش داشته‌است می‌توان به گل، بمبئی اکسپرس (فیلم تامیلی ۲۰۰۵)، بمبئی اکسپرس (فیلم هندی ۲۰۰۵) و اسکن اشاره نمود.
او تاکنون بابت فعالیت‌های هنری‌اش برندهٔ جوایز مختلفی شده‌است که از میان آنها می‌توان به چندین جایزه ملی فیلم، جایزه ناندی و جایزه فیلم‌فیر جنوب اشاره کرد.